# Gestion de portefeuille de produits
 (septembre 2014).
- Si vous ne connaissez pas le sujet, laissez ce bandeau (vous pouvez alors contacter les auteurs).
- Si vous supprimez le contenu mis en cause (vous pouvez préalablement contacter les auteurs),

argumentez précisément cette suppression dans la page de discussion
(un manque de référence n'est pas un argument ; une recherche réelle de référence doit avoir été effectuée, être formellement documentée).
L'objet de la gestion de portefeuille de produits est l'allocation des ressources (humaines, financières, matérielles) dont dispose une entreprise, à ses différents produits.
L'allocation des ressources d'une entreprise implique la prise d'une décision à cet égard. Pour décider comment leurs ressources seront allouées aux différents produits, les entreprises recourent habituellement à un outil, plus précisément une matrice. La matrice permet le classement des produits d'une entreprise en fonction de critères. Les matrices sont habituellement accompagnées de conseils d'interprétation qui recommandent des gestes à poser à l'entreprise en fonction du placement des produits dans la matrice - y compris la possibilité d'arrêter la production d'un produit.
Certaines matrices ont été mises au point par des consultants. Des entreprises ont créé leur propre matrice en fonction de critères qui reflètent davantage la philosophie de l'entreprise, leurs visées en matière de commercialisation de produits, ou encore le secteur d'activité économique dans lequel elles sont impliquées.
Parmi les matrices qui ont été créées par des consultants, les plus connues sont la matrice du Boston Consulting Group (BCG), la GE/McKinsey et la matrice d'Arthur D. Little (dite «ADL»). Les deux dernières sont des variantes de la première. La matrice ADL serait une adaptation de la matrice BCG pour les petites entreprises.

## La matrice BCG
La matrice BCG est constituée de deux axes : la part de marché et la croissance. Ce sont des critères qui s'appliquent à un produit (puisque l'objet de la matrice est de classer les produits de l'entreprise). Les critères sont dichotomiques : la part de marché peut être grande ou petite ; la croissance peut être forte ou faible. L'application de la matrice vise donc à classer les produits d'une entreprise selon leur croissance et leur part de marché. Un produit peut ainsi, selon cette matrice, connaitre une forte croissance et avoir une grande part de marché ;  une forte croissance, mais une petite part de marché ;  une croissance faible, mais une grande part de marché ;  finalement, une croissance faible et une petite part de marché.  Tous les produits doivent être classés comme tel.  L'entreprise doit donc, dans le cas de produits qui connaissent une croissance moyenne, les classer soit dans une croissance faible, soit dans une forte croissance.  Il en est de même pour les produits qui ont une part de marché moyenne :  l'entreprise doit les classer soit dans une petite part de marché, soit dans une grande part de marché.  Il en ressort qu'ils sont classés en 4 catégories différentes :
- Les vaches à lait : ce sont des produits qui ont une grande part de marché et dont la croissance est faible. Ces produits ont passé outre la phase de croissance, de sorte que les investissements nécessaires sont faibles. Il s'agit donc de récolter les profits générés par la vente de ce produit.

- Les vedettes : ce sont des produits en croissance et dont la part de marché est grande. Leur croissance nécessite des investissements (design, tests, commercialisation, etc.)

- Les poids morts : ce sont des produits dont la croissance est faible et la part de marché, petite. Leur petite part de marché ne leur permet pas de faire entrer une grande quantité de capitaux dans l'entreprise. Il ne faut pas leur allouer beaucoup de temps ni de ressources.

- Les interrogations : ce sont des produits en croissance et dont la part de marché est petite. Leur croissance nécessite des investissements. La question est de savoir où ils se placeront dans la matrice au fur et à mesure de leur évolution. Il faudra alors appliquer la consigne conséquente à leur placement dans la matrice.

## La matrice GE/McKinsey
Tout comme la matrice ADL, la matrice McKinsey est une variante de la matrice BCG. Elle se présente sous la forme d'une grille à 4 zones cernée par deux axes, l'un horizontal, et l'autre vertical ; l'un des axes est la part de marché, tout comme la matrice BCG, alors que l'autre axe est celui de la «market strength», de la force du produit dans le marché. Le concept de force dans le marché se prête à plus d'une interprétation, ce qui a un impact sur la classement des produits dans la matrice.

## La matrice ADL
La matrice ADL se présente sous une forme différente de celle des deux matrices précédentes. Il s'agit plutôt d'un tableau comportant 4 colonnes et 5 rangées. Les colonnes et rangées sont organisées selon des axes : l'un est celui de la maturité du secteur d'activité économique (on emploie souvent l'anglicisme «industrie» au Québec), qu'on appelle aussi le cycle du secteur (il y a un cycle des secteurs comme il y a un cycle affectant les produits et les entreprises : une entreprise peut être en croissance, mature ou en déclin), alors que l'autre est la part de marché du produit. Il y a des recommandations dans la grille pour chacune des intersections des deux axes (part de marché dominante et secteur en croissance, part de marché dominante et secteur vieillissant, grande part de marché et secteur mature, etc.) Cette matrice se distingue des deux autres par la présence d'un grand nombre de recommandations, vise les PME et propose une catégorisation plus précise (comme elle dépasse la dichotomie part de marché forte/faible) des différentes situations dans lesquelles un produit peut se trouver.

## Acronyme
On utilise habituellement l'acronyme «PPM» (en anglais Product Portfolio Management) pour désigner la gestion d'un portefeuille de produits. Cet acronyme signifie cependant plus souvent Project Portfolio Management.